# Purpurkopf
Der Purpurkopf ist ein 570 m hoher Berg in den Vogesen im französischen Département Bas-Rhin in der Region Grand Est. Er liegt etwa acht Kilometer westlich von Rosheim. Auf der Gipfelkuppe befinden sich Reste einer frühmittelalterlichen burgartigen Wehranlage.

## Geographische Lage
Der Purpurkopf erhebt sich auf der südlichen Seite des Mageltals etwa zwei Kilometer östlich von Grendelbruch in den elsässischen Mittelvogesen. Etwa 1,3 Kilometer nordöstlich in Sichtweite befindet sich auf der anderen Talseite die Burg Girbaden, in südöstlicher Richtung wird der Purpurkopf vom gut 200 Meter höheren Heidenkopf überragt. Der Zugang zur Bergkuppe erfolgt von Südwesten, wo der Hang die geringste Neigung aufweist, während er auf der Ostseite steil etwa 150 m zum Purpurthalbach abfällt.

## Namensherkunft
Erstmals schriftlich erwähnt wird der Berg als Burcberck in einer päpstlichen Bulle von angeblich 1049, die  wohl im 12. Jahrhundert auf 974, das angebliche Gründungsjahr des Klosters Altdorf, gefälscht wurde. Das Toponym wandelte sich über Burgbergkopf durch Verschleifung bis zum 19. Jahrhundert zu Burberkopf und schließlich zu Purpurkopf.

## Befestigungsanlage
Auf dem Gipfel des Purpurkopfs befinden sich die Reste einer Befestigungsanlage, deren Datierung zwischen dem Ende der Latènezeit und dem Frühmittelalter schwankt und die wahrscheinlich im frühen 11. Jahrhundert zerstört wurde. Die Anlage besteht aus zwei ovalen, von Nord nach Süd ausgerichteten ringwallartigen Einfriedungen sowie einem zentralen rechteckigen Gebäude. Der Baubestand ist weitgehend abgegangen und das Mauerwerk nur an wenigen Stellen noch über einen Meter hoch erhalten. Westlich außerhalb des Berings befindet sich ein Brunnen, der in bislang unklarer Beziehung zu der Befestigung steht.
Die äußere Umfassungsmauer ist stark beschädigt, ihre Umrisse sind stellenweise nicht mehr an der Oberfläche sichtbar. Sie war offenbar nur auf der Westseite vorhanden, die einem Angriff am stärksten ausgesetzt war, und schloss sich an der Nord- und Südseite an die innere Umfassungsmauer an. Diese besteht aus Sandsteinblöcken, die teilweise mehrere Meter lang sind und mörtellos verlegt wurden, und umschließt eine Fläche von knapp einem Hektar; der Zugang erfolgt an der Südwestseite durch ein Zangentor. In der Mitte des Innenraums erhebt sich ein Schutthügel, auf dessen Spitze sich die Spuren eines rechteckigen Gebäudes (Maße: 18,50 × 11 m²) in Kleinquaderwerk befinden, wahrscheinlich die Reste eines Wohnturms (oder -hauses), dessen gemauertes Erdgeschoss als Auflage für ein oder mehrere Obergeschosse aus Holz diente.
Die Datierung der Anlage ist nicht abschließend geklärt: Die Bauweise der Außenmauern und des Zangentors erinnern an gallische Befestigungsanlagen, doch ist die Errichtung vergleichbarer Anlagen (Wallburgen) bis ins 10. Jahrhundert nachweisbar. Zudem wurden auf dem Areal mehrere Mahlsteine gefunden, die in die Latènezeit datiert werden; diese könnten auch wiederverwendet worden sein, da einige Fragmente im Mauerwerkszusammenhang vorgefunden wurden.
Die Ausgrabungen 2021–2023 zeigten, dass der zentrale Turm Ende des 9. oder Anfang des 10. Jahrhunderts errichtet wurde. Dessen herausgehobene Lage und Konstruktion deuten auf den zumindest zeitweiligen Aufenthaltsort eines Herrschaftsträgers hin, so dass die Befestigung auf dem Purpurkopf funktional als Frühform der adligen Höhenburg gedeutet werden kann. Die Ausgrabungen zeigten auch, dass dieses Gipfelgebäude zu Beginn des 11. Jahrhunderts zerstört wurde, möglicherweise im Zusammenhang mit dem Aufstand des Herzogs Ernst II. von Schwaben gegen Kaiser Konrad II. im Jahr 1027.